# Жестяные игрушки

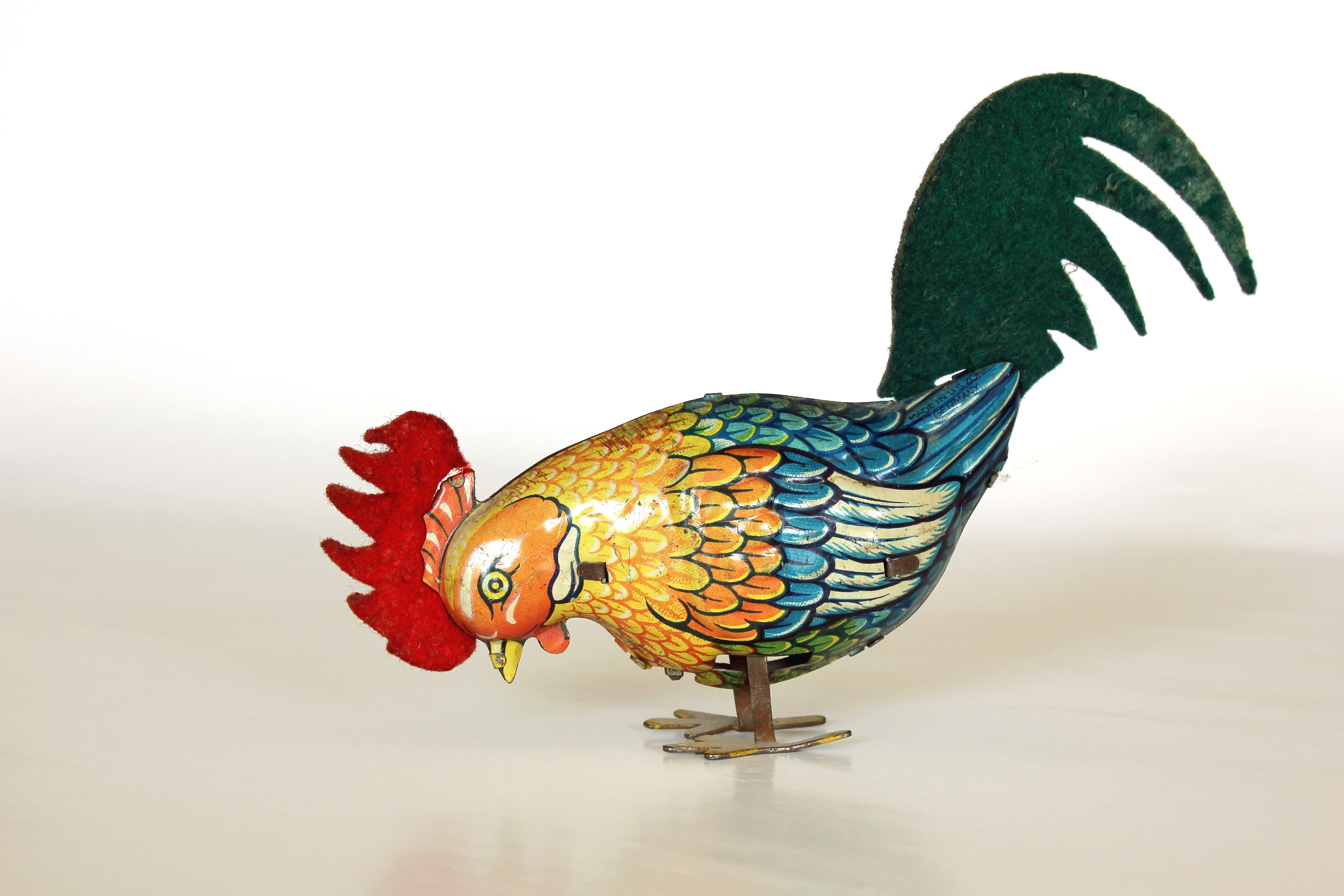
Жестяной петушок

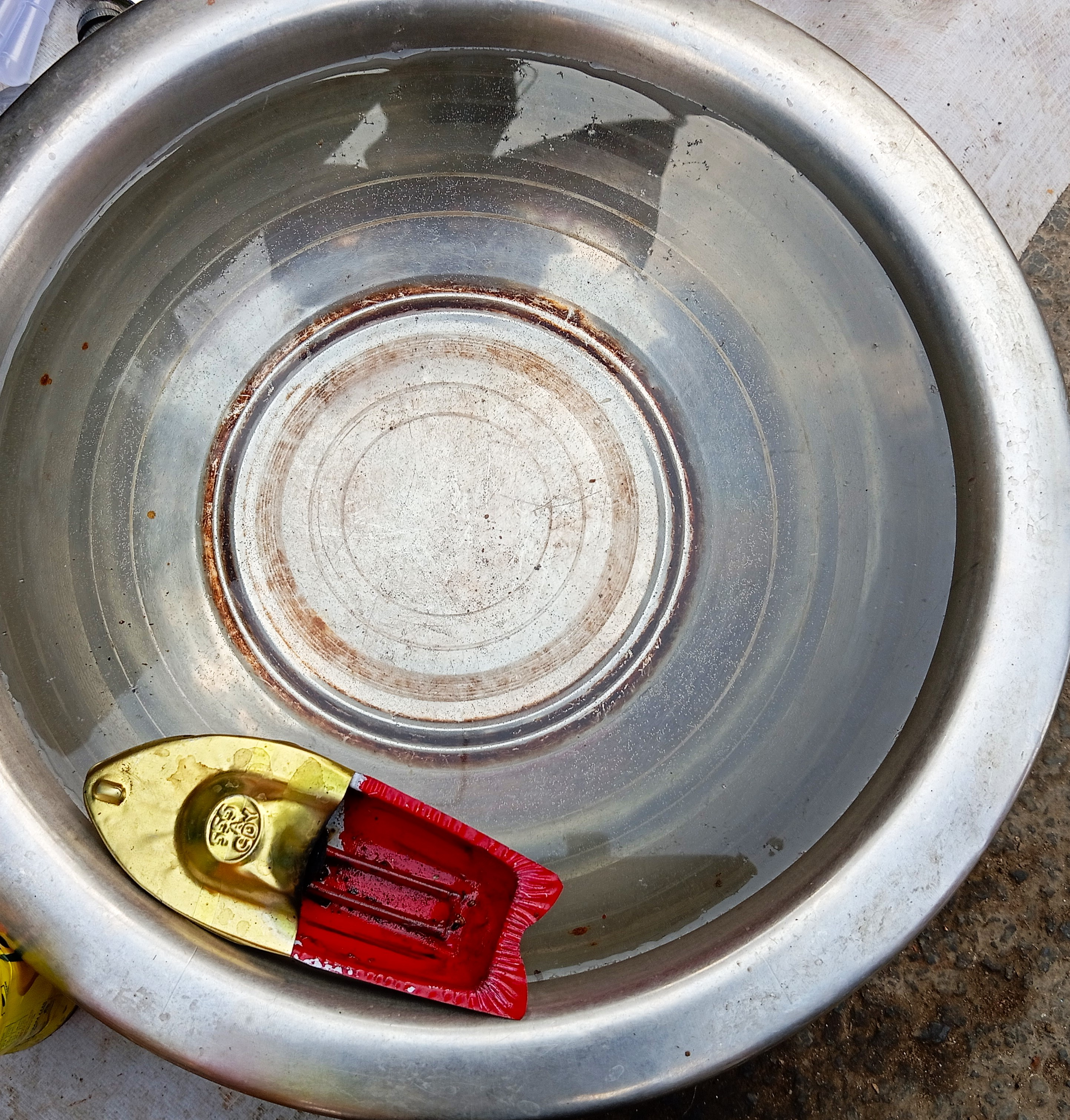
Оловянная игрушечная лодка

Жестяные игрушки — игрушки, сделанные лужением и раскрашенные методом хромолитографии.
Лужение стало использоваться для изготовления игрушек с середины XIX века; такие игрушки были дешёвой заменой деревянным.
Самой большой и успешной фирмой по их производству в США с 1920-х по 1960-е была Louis Marx and Company; компания производила игрушки в больших объёмах, чтобы снизить цены.
На данный момент лидером по производству таких игрушек является Китай.